# Атиреоз
Атирео́з (грец. α — без, не і θυρεος — щит) — повне випадіння функцій щитоподібної залози. Розглядається як крайня, клінічно виражена форма гіпотиреозу. Природжений атиреоз — мікседема — проявляється в затримці фізичного й психічного розвитку, слизовому набряку шкіри та її сухості, зниженні обміну речовин. При набутому атиреозі ці ознаки менше виражені.
Лікування атиреозу — застосування препаратів щитоподібної залози тварин.